# Ana Balitcaia
Ana Balitcaia (Kišinev, 6 agosto 1970) è un'ex cestista moldava.

## Carriera
Con la Moldavia ha disputato i Campionati europei del 1995.